# Подвиг Фархада
«Подвиг Фархада» — радянський художній фільм, знятий в 1967 році режисером Альбертом Хачатуровим в жанрі героїчної драми. Фільм знімався в Калінінградській області. За роль Фархада Джавлон Хамраєв отримав звання заслуженого артиста Узбецької РСР.

## Сюжет
Дія фільму відбувається під час Великої Вітчизняної війни. Під час невдалого танкового прориву капітан Фархад Аббасов потрапляє в полон. Німецький генерал Гофман наважується на експеримент: під артилерійським вогнем Фархад майстерно веде танк «Т-34» між вибухами, наодинці прориваючи лінію оборони. Гофман захоплений хоробрістю і майстерністю Фархада, але, не добившись від нього необхідних відомостей, наказує його розстріляти. Під час розмови з Гофманом Фархад завдає йому удар і за допомогою російської перекладачки Віри здійснює втечу. У захопленому німецькому танку їм вдається на якийсь час відірватися від переслідування. Фархад наказує Вірі пробиратися до своїх, а сам гине, протаранивши німецький військовий ешелон…

## У ролях
- Джавлон Хамраєв — Фархад Аббасов, капітан, танкіст
- Вія Артмане — Віра, перекладачка
- Лаймонас Норейка — Гофман, німецький генерал
- Валентінс Скулме — Хассел
- Мадіна Махмудова — епізод
- Волдемар Акуратерс — епізод
- Геннадій Фролов — епізод
- Хікмат Латипов — хлопкороб
- Також у зйомках брали участь військовослужбовці Прибалтійського військового округу.

## Знімальна група
- Автор сценарію: Ібрагім Рахім
- Режисер: Альберт Хачатуров
- Оператор: Трайко Ефтимовський
- Художник: Вадим Добрін
- Композитор: Руміль Вільданов
- Звукорежисер: Ізраїль Аркашевський
- Директори фільму: М. Ішевський, Н. Ісламов